# هنري تي أنتوني
هنري تي أنتوني (بالإنجليزية: Henry T. Anthony)‏ هو شخصية أعمال ومصور أمريكي، ولد في 18 سبتمبر 1814، وتوفي في 11 أكتوبر 1884.